# Iglesia del Niño Jesús
La iglesia del Niño Jesús es un templo católico ubicado en Villa Alegre, Región del Maule, Chile. Inaugurada el 4 de diciembre de 1889, fue declarada monumento nacional de Chile, en la categoría de monumento histórico, mediante el Decreto Supremo n.º 2248, del 3 de septiembre de 1979.

## Historia
Su construcción se llevó a cabo durante la tendencia de fundar pueblos agrícolas en el valle central de Chile a fines del siglo xix, con su pequeña plaza pública y un respectivo templo católico. Se edificó a partir de 1885, y fue concluida el 4 de diciembre de 1889. En 1969 pasó a albergar en su interior los restos del religioso y naturalista Juan Ignacio Molina.
El terremoto de 2010 derrumbó el techo de la iglesia, que se desplomó sobre la nave central, por lo que a partir de 2011 se llevó a cabo una completa restauración del templo que incluyó el refuerzo estructural de sus muros. Estas obras fueron inauguradas en 2018.

## Descripción
De estilo neoclásico, y construida en adobe sobre cimientos de piedras de ríos, con terminaciones en ladrillo con vigas de roble, presenta una nave central alargada. Su fachada cuenta con tres arcos sostenidos por columnas y un pequeño campanario.